# La bañista de Valpinçon
La bañista de Valpinçon o La gran bañista es un cuadro del pintor francés Dominique Ingres. Data del año 1808 y se trata de un óleo sobre lienzo que mide 146 cm de alto por 97,5 cm de ancho. Se conserva actualmente en el Museo del Louvre de París, Francia. En francés se la llama La Grande Baigneuse, dite Valpinçon, aunque en el Louvre se la llama, simplemente, La Baigneuse.
Ingres cultivó el orientalismo sobre todo a través de sus numerosos desnudos femeninos, de líneas sinuosas, dibujo exacto y pureza de formas. Los cuadros orientalistas de Ingres están dominados por un sentido irreal del exotismo, propio del siglo XVIII. Estas bañistas presentan una belleza perfecta, con curvas sinuosas y sensualidad discreta.
Esta bañista es la primera de una serie que realizará a lo largo de toda su carrera. Es un ejemplo de la pintura ejecutada por Ingres durante el período 1806-1820, en que estuvo instalado en Roma. Allí se entusiasmó con las antigüedades clásicas y los frescos de Rafael. Esta Gran bañista, lo mismo que François-Marius Granet (1807) y Madame Devauçay (1807), fueron aplaudidas por la crítica parisina.
La Gran bañista recuerda a los lienzos de Jacques-Louis David durante la Revolución.
La composición está dominada por la figura de la mujer desnuda, siendo mínima la escenificación: una cama cubierta por una sábana blanca y un cortinón verde oscuro a la izquierda.
El torso femenino está realizado con un gran refinamiento de contornos y de colores. La mujer está iluminada por los reflejos difusos de la toalla y del turbante que limita con líneas arabescas. La luz se concentra en la espalda de la mujer.
El atractivo radica sobre todo en la monumentalidad de la figura individual.
Presenta el ideal de belleza femenina de Ingres, a pesar de apreciarse algunas incorrecciones anatómicas, como la planta del pie hinchada, la excesiva delgadez de las piernas y la ausencia de caderas.
En cuanto al cromatismo, predominan los tonos cálidos de la piel de la mujer, que contrastan con el blanco puro de la sábana y el verde oscuro de la cortina.

## Influencia
Le violon d'Ingres es una fotografía de Man Ray de 1924, inspirada en La bañista de Valpinçon.
Hay más de veinte referencias a La gran Bañista en la obra de Herman Braun-Vega. Una de las primeras es el cuadro El baño en Barranco (Ingres) (1984), en el que aparece en una modesta playa peruana.